# Tomasz Cygański
Tomasz Cygański (ur. 3 marca 1973) – polski pięcioboista nowoczesny, mistrz Polski (1995).

## Kariera
Był zawodnikiem LKS Lumel Zielona Góra. W 1992 został drużynowym mistrzem świata juniorów, w 1994 drużynowym wicemistrzem świata juniorów. Jego największym sukcesem w karierze seniorskiej było mistrzostwo Polski w 1995.
Pracuje jako trener w Zielonogórskim Klubie Sportowym, jest również działaczem Polskiego Związku Pięcioboju Nowoczesnego.